# Castro de Monte Mozinho
O Castro de Monte Mozinho  ou Cidade Morta de Penafiel localiza-se no Monte Mozinho, na freguesia portuguesa de Oldrões, município de Penafiel, distrito do Porto.
É o maior Castro Romano da Península Ibérica, embora ainda não esteja totalmente explorado.[carece de fontes?]
Está classificado como Imóvel de Interesse Público desde 1948.

## História
Povoado castrejo de época romana, fundado no século I d.C. com um período de ocupação até o século V.

As escavações arqueológicas começaram em 1943 a 1954, numa segunda fase em 1974 a 1979, continuando recentemente com campanhas arqueológicas.

## Património

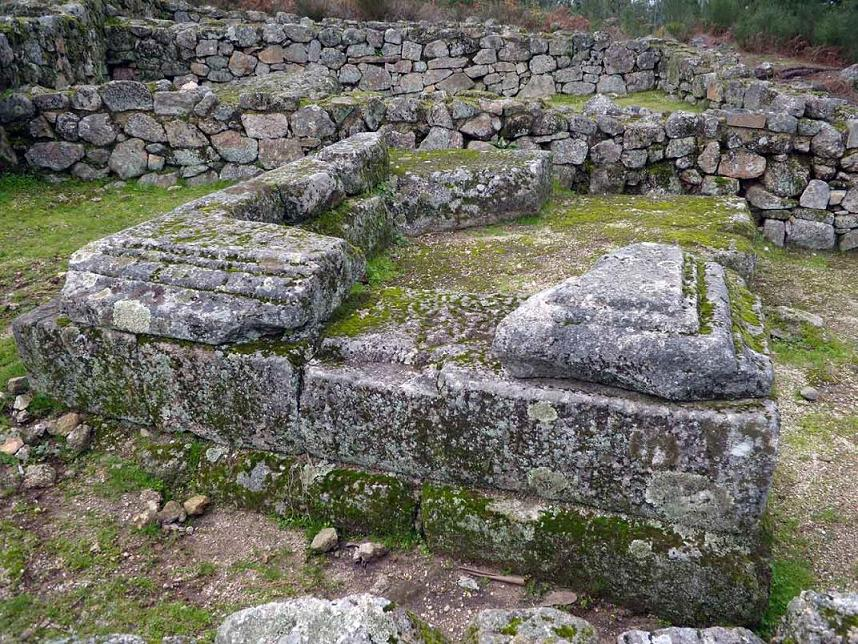
Base de Monumento romano

### Muralhas
O castro estava fortificado com três linhas de muralhas. As muralhas defensivas adaptam-se ao terreno, com uma planificação regular.

### Base de Monumento romano
No início do castro, do lado direito, podemos observar a base de um Monumento romano, do século I d.C., construído na época flaviana  que no interior teria esculturas equestre e humanas.

### Núcleo familiar
O castro possui uma vasta área de habitações, com vários vários tipos de construções, desde núcleos de casas com pátio de tradição castreja, com compartimentos circulares e vestíbulo, às habitações romanas de planta quadrada ou rectangular de maior dimensão.